# Dobe
Dobe so naselje v Občini Kostanjevica na Krki.